# Szelényi Zoltán
Szelényi Zoltán (Budapest, 1970. május 12.) magyar orvos, sebész, politikus, a Magyar Szocialista Párt és a Párbeszéd Magyarországért országgyűlési képviselőjelöltje a 2021-es magyarországi ellenzéki előválasztáson a Momentum Mozgalom és saját mozgalma, a Gyógyítsuk meg Dél-Békést! támogatásával, független, pártonkívüli jelöltként. Választókörzetében nem nyert, végül az MSZP listájának 6. helyén szerepel.

## Magánélete és tanulmányai
Szülővárosában nőtt fel. Érettségit a Budapesti Piarista Gimnáziumban szerzett, majd 1 évig a SOTE I. számú gyermekklinikáján dolgozott műtőssegédként. Ezt követően vették fel a SOTE általános orvosi karára, ahol 1996-ban orvosi diplomát szerzett. 2012-ben orvos-közgazdász diplomát szerzett a Szegedi Tudományegyetem gazdaságtudományi karán. 2012-től tíz éven át az Orosházi Kórház traumatológiai osztályát vezette.
Nős, két gyermek édesapja.

## Politikai pályafutása
2020. végén jelentette be, hogy függetlenként indul a 2021-es ellenzéki előválasztáson, majd annak megnyerése esetén a 2022-es parlamenti választáson. A Magyar Szocialista Párt és a Párbeszéd Magyarországért Párt, majd később a Momentum Mozgalom is támogatásáról biztosította. Végül 2. helyen végzett, így nem ő indul az Egységben Magyarországért színeiben, de az MSZP listáján a 6. helyre jelölték.